# Isabel Montero de la Cámara
Isabel Montero de la Cámara là một nhà ngoại giao người Costa Rica, sinh ra ở San José, Costa Rica, vào năm 1942 với tư cách là con gái của Francisco Montero Madrigal và Joyce de la Cámara. Sau cuộc hôn nhân đầu tiên với Martin Wolff, cô kết hôn với Manfred Meissner.
Cô học triết học tại Đại học Costa Rica và diễn xuất ở Paris. Cô bắt đầu làm việc tại Bộ Ngoại giao vào ngày 18 tháng 6 năm 1974. và được bổ nhiệm làm đại sứ vào ngày 9 tháng 4 năm 1996.
Bà giữ chức vụ đại sứ tại Pháp, Đức và tại thủ tướng nhà nước trung ương. Từ năm 1998 đến năm 2005, cô là đại sứ của Costa Rica tại Thụy Sĩ và Liechtenstein. Từ năm 2005 đến 2007, bà là giám đốc văn hóa tại thủ tướng của bang Costa Rica trong khi vẫn là đại sứ của Liechtenstein. Năm 2007, cô được bổ nhiệm làm đại sứ của Costa Rica tại Nga. Đức vinh danh cô với huy chương công đức.
Ngoài hoạt động ngoại giao, cô còn nổi tiếng với diễn xuất của mình, được trao giải thưởng quốc gia của Costa Rica cho nhà hát.